# Nephila vitiana
Nephila vitiana is een spinnensoort uit de familie van de wielwebspinnen (Araneidae).
De wetenschappelijke naam van de soort werd in 1847 als Epeira vitiana gepubliceerd door Charles Athanase Walckenaer.